# クリスタル・ゲージ
『クリスタル・ゲージ』は、GARNET CROWの12枚目のシングル。2002年12月11日にGIZA studioから発売された。

## 解説
その名の通り、全体を通して幻想的で透明感のある楽曲。初のライブツアー『GARNET CROW first live scope 2002』の終演後に流され、来場者から「あの曲は何と言う曲か」「CD化はいつか」などという問い合わせが殺到するほど話題を集めた。
またこの曲がオリコンチャート初登場10位を記録し、これにより、2002年にリリースした全ての作品がオリコンチャートトップ10位以内にランクイン（シングル『夢みたあとで』オリコン初登場6位、アルバム『SPARKLE 〜筋書き通りのスカイブルー〜』オリコン初登場4位、シングル「スパイラル」オリコン初登場7位）した。
ちなみに、2003年7月23日放送のニッポン放送『より子。のオールナイトニッポンR』では、シンガーソングライターのより子が同曲を番組中にピアノ弾き語りでカバーしたことがある。

## 収録曲
1. クリスタル・ゲージ
  - 作詞：AZUKI七 / 作曲：中村由利 / 編曲：古井弘人

TBS系『pooh!』エンディングテーマ[1]
2. Crier Girl & Crier Boy 〜ice cold sky〜
  - 作詞：AZUKI七 / 作曲：中村由利 / 編曲：古井弘人
3. クリスタル・ゲージ -instrumental-

## 収録アルバム
- Crystallize 〜君という光〜（#1）
- Best（#1）
- THE BEST History of GARNET CROW at the crest...（通常盤）（#1）
- THE BEST History of GARNET CROW at the crest...(初回限定盤)（#1,2）
- GOODBYE LONELY 〜Bside collection〜 (#2)
- THE ONE 〜ALL SINGLES BEST〜（#1）